# يوردان فاربانوف
يوردان فاربانوف (بالبلغارية: Йордан Върбанов)‏ هو لاعب كرة قدم بلغاري في مركز الدفاع، ولد في 15 فبراير 1980 في صوفيا في بلغاريا. لعب مع جيجيانغ غرينتاون وسسكا صوفيا ونادي سبارتاك فارنا ونادي لوكوموتيف صوفيا.

## وصلات خارجية
- يوردان فاربانوف على موقع قاعدة بيانات كرة القدم.إي يو (الإنجليزية)
- يوردان فاربانوف على موقع Soccerway.com (الإنجليزية)